# رادرفورد آریس
رادرفورد آریس (انگلیسی: Rutherford Aris؛ زاده ۱۵ سپتامبر ۱۹۲۹ درگذشته ۲ نوامبر ۲۰۰۵) یک مهندس شیمی اهل ایالات متحده آمریکا بود.